# 狩野智也
狩野 智也（かのう ともや、1973年7月14日 - ）は、群馬県出身の自転車プロロードレース選手である。日本ロードレース界でも屈指の実力派クライマー。山岳コースではチームのエースとなる。2019年現在はマトリックス・パワータグに所属。

## 経歴
- 法政大学所属時には、インカレのポイントレースやチャレンジロードで優勝、4年次には大門宏のコーディネートでミルクラスやツール・ド・チャイナなどに出場する。

- 大学卒業後は大門が監督を務めている日本舗道レーシングチーム（現チームNIPPO）に加入、欧州のレースを転戦する。

- その後、1999年にシマノレーシングに加入。オランダや日本を中心に活躍。2008シーズンはJツアーリーダーを獲得する。

- 2010年にチームブリヂストン・アンカーへ移籍。

- 2012年、チームUKYOへ移籍。チームのキャプテンを務める。

- 2015年、群馬グリフィン・レーシングチームへ移籍。チームのキャプテンを務める。

- 2018年、おはよう!まえばしcolor[1]（まえばしCITYエフエム）月1スペシャルゲストとして出演。
- 2019年、マトリックス・パワータグへ移籍。[2]

## 主な戦績
1991年
全国高校選抜ロード個人、団体優勝
インターハイ ポイントレース優勝
1992年
インカレ　ポイントレース優勝
1994年
トラックワールドカップ日本代表
チャレンジサイクルロードレース大会 A-1クラス　優勝
1996年
全日本アマチュア選手権ポイントレース優勝
世界選手権トラックポイントレース9位
1997
全日本アマチュア選手権ポイントレース優勝
ワールドカップアデレード大会トラックポイントレース6位
アジア選手権トラックポイントレース3位
世界選手権トラックポイントレース12位
1998
全日本アマチュア選手権ポイントレース優勝
全日本自転車競技選手権大会・トラックポイントレース優勝
アジア大会トラックポイントレース5位
ワールドカップトラックポイントレース　カリ大会12位、バンクーバー大会10位
世界選手権トラックポイントレース12位
1999年
全日本実業団栂池高原ヒルクライム優勝
全日本自転車競技選手権大会・個人ロード・タイムトライアル3位
2000年
ツアー・オブ・ジャパン東京ステージ3位
全日本自転車競技選手権大会・個人ロード・タイムトライアル3位
2001年
2001年日本ランキング　ロードレース男子エリート2位、ポイントレース男子エリート14位
第26回チャレンジサイクルロードレース大会2位
3DAY CYCLE  ROAD熊野　個人総合9位
第6回西日本チャレンジサイクルロードレース6位
第6回ツアーオブジャパン個人総合時間7位、個人スプリント賞4位
第4回全日本自転車競技選手権トラックレース　男子40kmポイントレース3位
全日本自転車競技選手権大会・ロードレース男子エリート3位
世界選手権ロードレース3位
アジア選手権個人タイムトライアル4位、個人ロードレース24位
ツールドチャイナ個人総合13位、団体総合5位
全日本実業団サイクルロードレースin丸岡（BR-1）9位
ツール・ド・北海道　個人総合2位
2002年
2002年日本ランキング　ロードレース男子エリート3位
ツール・ド・ランカウィ個人44位、アジア個人総合5位
第2回チャレンジサイクルロードレース大会3位
2002西日本チャレンジ・サイクル・ロードレース優勝
ツール・ド・タスマニア個人総合12位
第7回ツアーオブジャパン男子エリート個人タイムトライアル10位
第36回西日本実業団サイクルロードレース（BR-1）3位
第6回全日本実業団個人タイムトライアル選手権優勝
第6回全日本選手権ロードレース8位
2002年全日本選手権個人タイムトライアル大潟大会・男子エリート2位
ツールドチャイナ個人総合30位
第36回西日本実業団自転車競技大会4km個人追抜2位、ポイントレース2位、4km団体追抜2位
第36回全日本実業団対抗サイクルロードレース個人（BR-1）2位、団体総合優勝
第19回シマノ鈴鹿国際ロードレース10位
群馬カップサイクルロードレース4位
全日本実業団サイクルロードレースin丸岡（BR-1）10位
イーグル・ツアー・オブ・マレーシア2002　7位
ツール・ド・北海道個人総合2位、山岳賞
ツール・ド・おきなわ2002　5位
全日本実業団ロードレースin石川（BR-1）8位
アジア選手権ロード10位
ツール・ド・韓国総合2位
アジア選手権個人タイムトライアル4位
2003年
ツール・ド・ランカウィ　個人総合17位、アジア個人総合1位
第8回西日本チャレンジ・サイクル・ロードレース2位
第5回3DAY CYCLE ROAD 熊野　ステージ優勝、個人総合5位、山岳賞
第37回東日本実業団サイクルロードレース大会（BR-1）2位
第6回全日本選手権ロードレース5位
第37回西日本実業団サイクルロードレース（BR-1）2位
アジア選手権ロードレース（日本代表）　18位
シマノ”スズカ”国際ロード6位
2003全日本実業団サイクルロードレースin丸岡6位
ツール・ド・北海道個人総合2位
第3回全日本実業団クリテリウムin神戸（BR-1）8位
2003ツールドチャイナ個人総合15位
2004年
ツール・ド・ランカウィ　日本代表
アジア選手権ロードタイムトライアル9位
全日本選手権6位
第29回チャレンジサイクルロードレース大会2位
第5回3DAY CYCLE ROAD 熊野　個人総合3位、団体総合優勝（シマノレーシング）
第8回ツアーオブジャパン個人総合時間5位
第38回全日本実業団対抗ロードレース（BR-1）7位、団体総合優勝（シマノレーシング）
全日本実業団サイクルロードレースin石川（BR-1）優勝
第1回全日本実業団サイクルロードレースin小川（BR-1）優勝
2004全日本実業団クリテリウムin神戸ポートアイランド（BR-1）7位
Japan Cup10位
第8回全日本実業団クリテリウムinいわき（BR-1）優勝、団体優勝（シマノレーシング）
ツール・ド・おきなわ　9位
第1回富士山国際ヒルクライム優勝
栂池高原ヒルクライム優勝
ツール・ド・台湾総合2位
2005年
ワールドツアー・アムステルゴールドレース(日本人初出場)出場
ヘットフォルク出場
サイクラシックロード出場
ツアー・オブ・ジャパン総合7位
全日本自転車競技選手権大会・個人ロード・タイムトライアル3位
ツアー・オブ・カタール出場
2006年
ワールドツアー ロンド・ファン・フランデレン(ツール・ド・フランドル)出場
サイクラシック 出場
ツール・ド・オーストリア出場
ツール・ド・熊野総合優勝
ツアー・オブ・ジャパン総合4位
2007年
ツール・ド・ランカウイ総合12位アジアライダー賞2位
全日本自転車競技選手権大会・個人ロード・タイムトライアル3位
2008年
ジャパンプロツアー総合シリーズチャンピオン
2010年
ジャパンプロツアー栂池高原ヒルクライム優勝（コースレコード）
フランス領ツール・ド・マルティニック総合10位
2011年
ジャパンプロツアー富士ヒルクライム優勝
ツール・ド・マルティニック総合6位
ツール・ド・グアルドループ総合10位